# シンデレラ (アンドルー・ロイド・ウェバーのミュージカル)
『シンデレラ』（Cinderella）は、アンドルー・ロイド・ウェバー作曲、デイヴィッド・ジッペル作詞、エメラルド・フェネル脚本によるミュージカル。2021年にロンドンのウェストエンドで公演予定。グリム兄弟による同名の寓話を題材としている。

## オリジナルプロダクション

### ウェストエンド (2021年)
この作品は2019年5月にロンドンのウェストエンドで、キャリー・ホープ・フレッチャーをタイトルロールに迎え、ワークショップという形で上演された。タイロン・ハントリーがセバスチャン王子役を、ヴィクトリア・ハミルトン＝バリットが継母を演じた。
『シンデレラ』はロンドンのウェストエンドの劇場にて、2021年7月14日より上演予定で、プレビュー公演は6月25日より始まる予定である。当初の計画では2020年8月からの上演開始であったが、新型コロナウィルスの影響により大幅に遅れることになった。演出はロレンス・コナー、振り付けはジョーアン・M・ハンターによる。フレッチャーがシンデレラ役、ハミルトン＝バリットが継母役、Ivano Turcoがセバスチャン王子役を務める予定である。

## メインキャスト
| 登場人物               | ワークショップ (2019年)            | ウェストエンド (2021年)            |
| ---------------------- | ---------------------------------- | ---------------------------------- |
| シンデレラ             | キャリー・ホープ・フレッチャー     | キャリー・ホープ・フレッチャー     |
| セバスチャン王子       | タイロン・ハントリー               | Ivano Turco                        |
| ジーン                 | ケイリー・ウィルモット             | 未定                               |
| 女王                   | ルーシー・ヘンショール             | 未定                               |
| 継母                   | ヴィクトリア・ハミルトン＝バリット | ヴィクトリア・ハミルトン＝バリット |
| アデーラ               | ソフィー・アイザックス             | 未定                               |
| マリー                 | レベッカ・トレハーン               | 未定                               |
| プリンス・チャーミング | ジョニー・ファインズ               | 未定                               |
| デューク               | ローナン・バーンズ                 | 未定                               |
| ドリアン               | オリヴァー・オームソン             | 未定                               |

## ミュージカルナンバー
- "Bad Cinderella" – シンデレラ[8]
- "Far Too Late" – シンデレラ[8]
- "Only You, Lonely You" – セバスチャン王子[7]
- "I Know I Have a Heart" – シンデレラ[9]